# Tulle (tissu)
Pour les articles homonymes, voir Tulle (homonymie).
À ne pas confondre avec la dentelle de Tulle
Le tulle est un tissu transparent et vaporeux formé par un réseau de mailles régulières de fins fils de coton, de lin, de soie, de laine ou, plus récemment, de fibres synthétiques.  Il trouve d’abord usage dans la mode féminine, puis avec l’apparition de pièces plus importantes, dans le linge de maison (nappes, serviettes, etc.).
Compte tenu de l'élasticité de la matière, il est d'usage de mesurer le tulle en mailles et non en mètres.

La largeur des mailles se calcule au nombre de celles-ci par pouce (1 inch, soit 25,4 mm), on parle ainsi d'un tulle 10 points lorsqu'il y a 10 mailles sur un pouce de longueur.

## Historique[1]

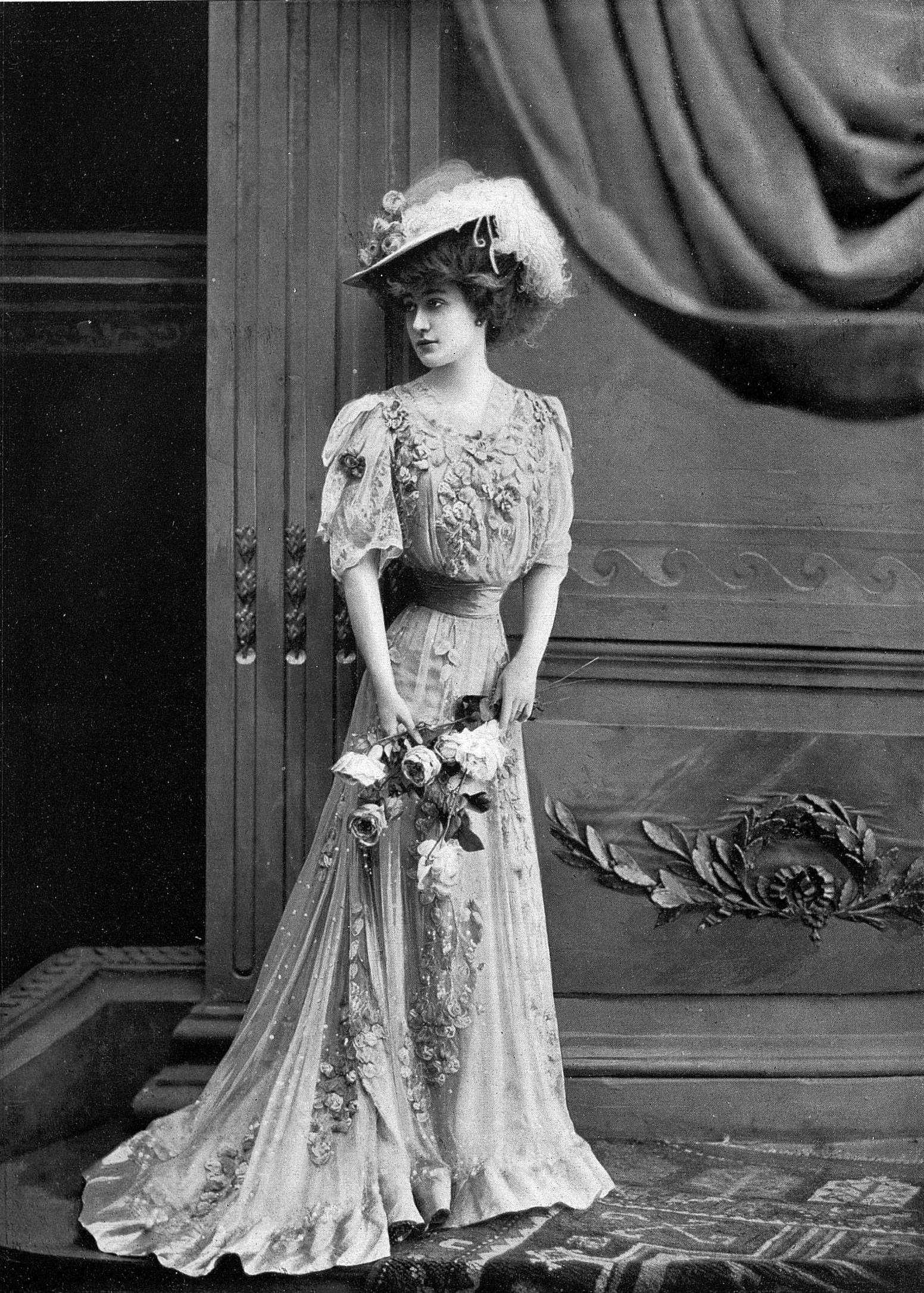
Robe de Redfern en tulle jaune rebrodé de roses de métal or. Grand biais de laine or. Ceinture or. 1907

L’utilisation de franges faites à la main en point de filet remonte à l’Égypte antique. On en retrouve aussi des traces en Grèce et à Rome.
Mais le tulle industriel tel qu’on le connaît n’apparaît qu’avec l’invention du métier à tulle par Frost et Holmes en 1777 en Angleterre (et amélioré en 1777 et 1786). Il avait pour but d’imiter, avec des moyens mécaniques, la dentelle. Les premiers tulles furent d’ailleurs tissés avec du fil de lin, à l’instar de la dentelle blanche, et additionnés de broderies et de jours à l’aiguille, toujours pour imiter la dentelle.
Le tulle fabriqué alors était cependant peu résistant et obligeait les fabricants à coller les fils avec de l’apprêt, réduisant ainsi la souplesse de la maille. Le tulle chaîne, dont l’origine est disputée, remédia à ce problème en retournant la boucle dégagée des aiguilles.
La France ne verra arriver les métiers à tulle qu’au XVIIIe siècle pour dépasser en nombre, dès le début du XIXe siècle, les ateliers anglais. En revanche, la qualité du tulle anglais était bien supérieure et, pour ne pas décourager les producteurs nationaux, Napoléon en fit interdire l’importation en 1802.
C’est l’invention, par Heathcoat, du tulle bobin à Nottingham en 1808 qui révolutionne l’industrie du tulle. Les tulles unis fabriqués par la suite ne seront plus qu’une déclinaison de ce tulle bobin tissé sur des métiers verticaux.
En 1813, John Leavers utilise le principe des machines de Heathcoat et de Jacquard pour inventer un procédé qui permet de produire un modèle fantaisie en même temps que le fonds de tulle est fabriqué.

## Variétés
- le tulle ordinaire (ou bobin), à mailles hexagonales et arrondies ;
- le tulle grenadine[5], en soie ;
- le tulle illusion[6], imitant le tulle grenadine, mais moins lourd et plus fin ;
- le tulle de Malines, à mailles hexagonales et allongées ;
- le tulle de Bruxelles[6], à mailles carrées avec double torsion aux quatre pans ;
- les tulles de Valenciennes, Alençon, Chantilly, Calais, à mailles reproduisant les dessins des dentelles ;
- le tulle grec, à gros réseau ;
- le tulle point d'esprit, à plumes ;
- le tulle zéphyr, très fin et léger ;
- le tulle Tosca, à mailles circulaires ;
- le tulle robe de bal, plus fin que le tulle Tosca ;
- le tulle filet, à larges mailles carrées.

(liste non exhaustive)
L’origine du tulle est anglaise, mais l'usage donne l'origine du nom à la ville de Tulle où l’on fabriquait une dentelle genre guipure selon une méthode manuelle appelée point de Tulle (ou poinct de Tulle) et déjà connue à l'époque de Louis XIV.

## Années 2000
En France, au 31 décembre 2001, la fabrication de tulle, dentelle et feutre (regroupés sous le code APE 175G dans l’ancienne nomenclature d’activités française) occupait 17 734 employés dans 227 entreprises, pour un chiffre d'affaires de 2,328 milliards d'euros dont 920 millions d'euros d'exportation. Fin 2003, les employés étaient 16 590, dans 207 entreprises, le chiffre d'affaires était de 2,203 milliards d'euros, et les exportations de 839 millions d'euros.
Suivant une tendance observée dans le domaine textile depuis les années 2000, les exportations françaises de tulle sont en recul. La France exporte cependant toujours d'importantes quantités de tissus à destination de la Chine, dont l'approvisionnement interne destiné à la confection est encore insuffisant. En 2003, les exportations françaises de tulle, dentelles et feutres s'élevaient à un milliard d'euros, alors que les importations étaient de 800 000 € .
En 2007, en France, le principal centre de fabrication mécanique de tulle est la ville de Caudry.

## Arts de la scène
Sur une scène, on utilise des rideaux de tulle.  Ces derniers sont faits d'un tissu uniformément ajouré et généralement sans aucune couture sur la partie visible au public. Lorsque le sujet derrière le tulle n'est pas éclairé, il est invisible au spectateur.  Quand on éclaire le sujet, il se révèle au public : l’éclairage permet ainsi de le faire apparaître ou disparaître.  La majorité des tulles sont noirs, mais quelques-uns sont blancs ou même peints.  Pour que l'effet soit efficace, il faut que le tulle soit légèrement tendu.